# Espacio arquitectónico

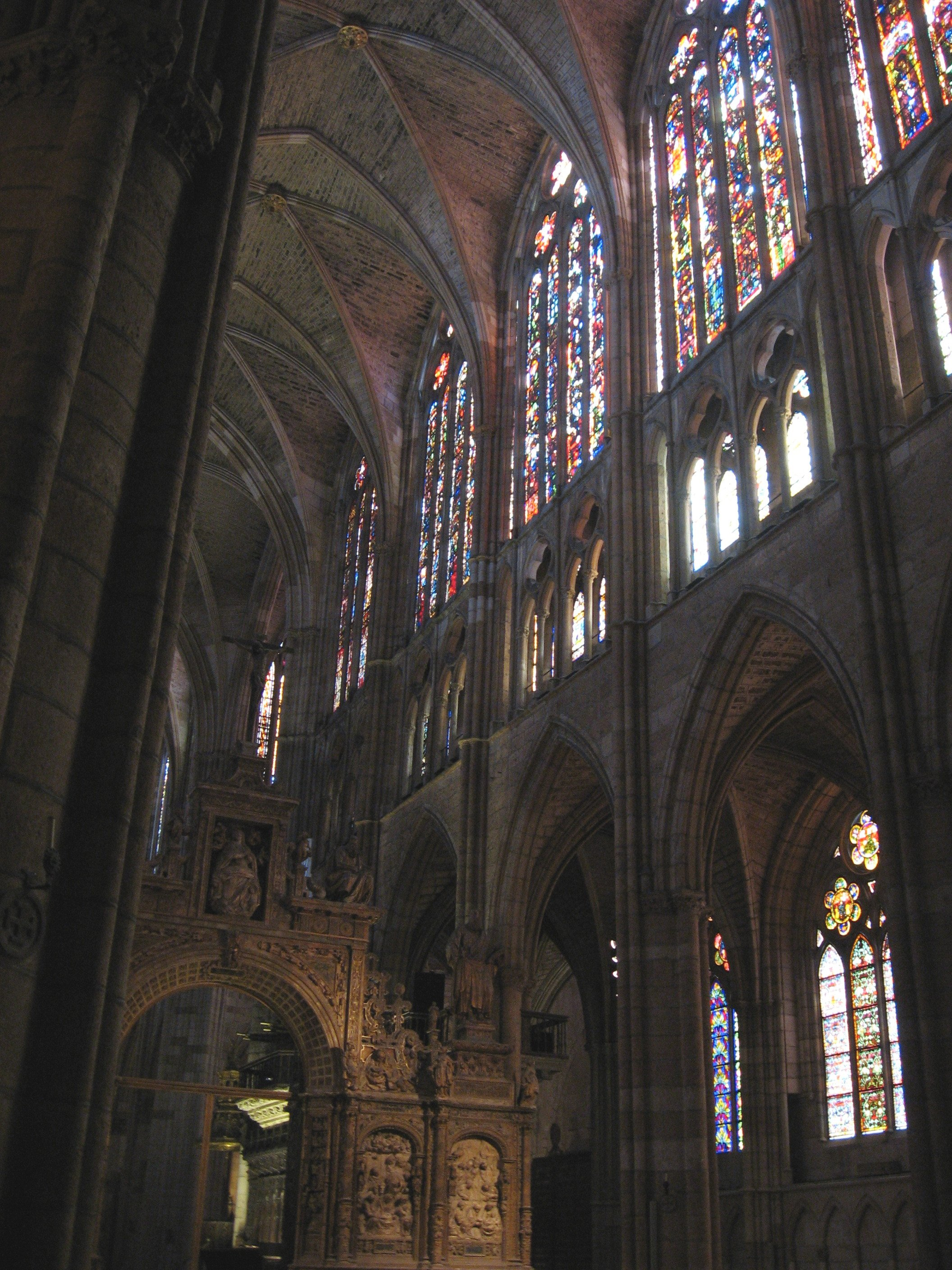
Interior de la catedral de León, con bóvedas de crucería, que permiten una gran altura y aligeran los muros, dejando una gran superficie de vanos para las vidrieras. La nave central es compartimentada por el cierre del coro. Las naves laterales permiten trayectorias que incluso rodean el altar mayor mediante un deambulatorio, así como la abertura de capillas, verdaderos espacios multifuncionales dentro del templo.

Configurar espacios arquitectónicos adecuados es el objetivo principal de la arquitectura. Se logran auxiliándose de elementos arquitectónicos. Se potencian apoyándose en la configuración del entorno (urbanismo) o recreando dichos elementos (artes decorativas).
Espacios arquitectónicos singulares son: los pórticos, hipetros, cellas, patios, atrios, naos, criptas, etc.

## El concepto de espacio arquitectónico a lo largo de la historia y la historiografía
El concepto de espacio arquitectónico a lo largo de la historia ha estado sometido a una continua reflexión y revisión por profesionales como arquitectos e historiadores del arte, haciendo notar sus diversas formas de pensamiento, a partir de la tradición, de la teoría y la cultura arquitectónica del momento del desarrollo de la obra; influyendo también los usos políticos y culturales del momento y todo a la vez influido por los muchos intentos de definición de espacio dentro del ámbito de la filosofía, la ciencia y el arte a lo largo de la Historia.
El concepto del espacio una nueva idea de construcción de ciudad a partir de los siglos XV y XVIII.

## Volumen y espacio arquitectónico
La arquitectura tiene al espacio como elemento primordial, lo pormenoriza y lo delimita mediante el volumen. Volumen arquitectónico y espacio arquitectónico son independientes, y a veces su sensación y percepción no coinciden. Tampoco siempre coincide el volumen con la forma material que lo delimita, pues varían: la proporción de los niveles interiores; la dimensión visual del color y las texturas; y la dirección de las transparencias.

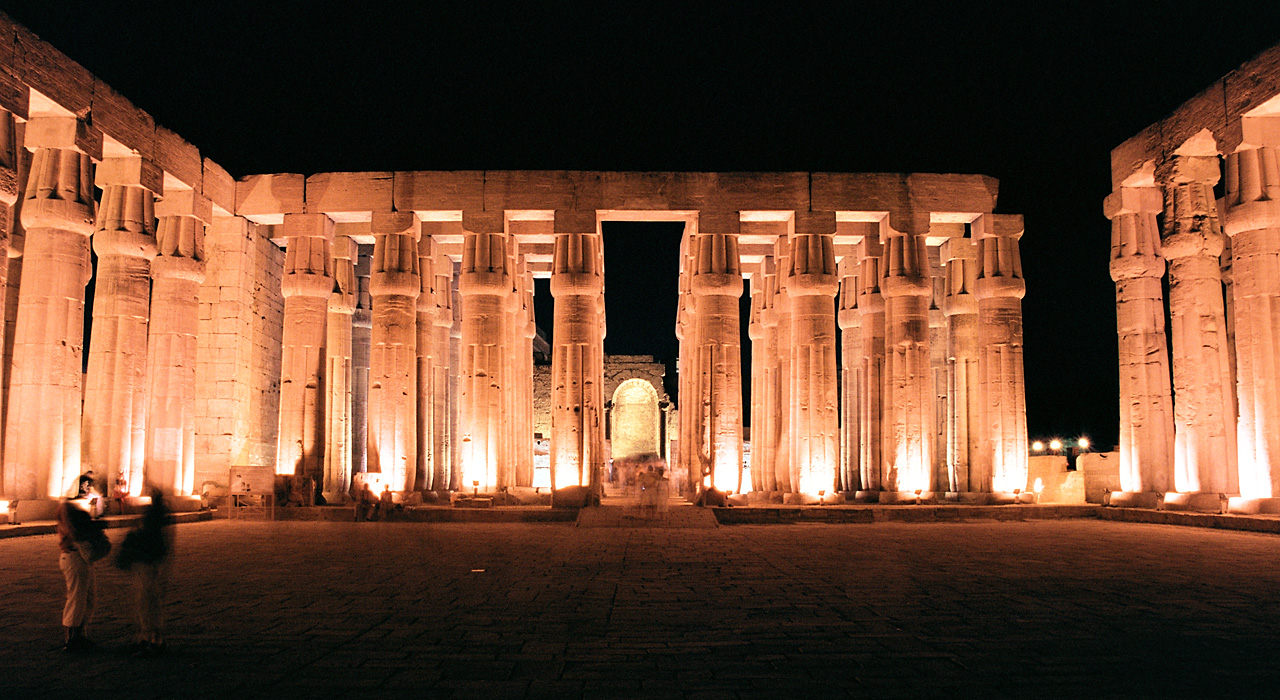
Patio del templo de Lúxor, Egipto.
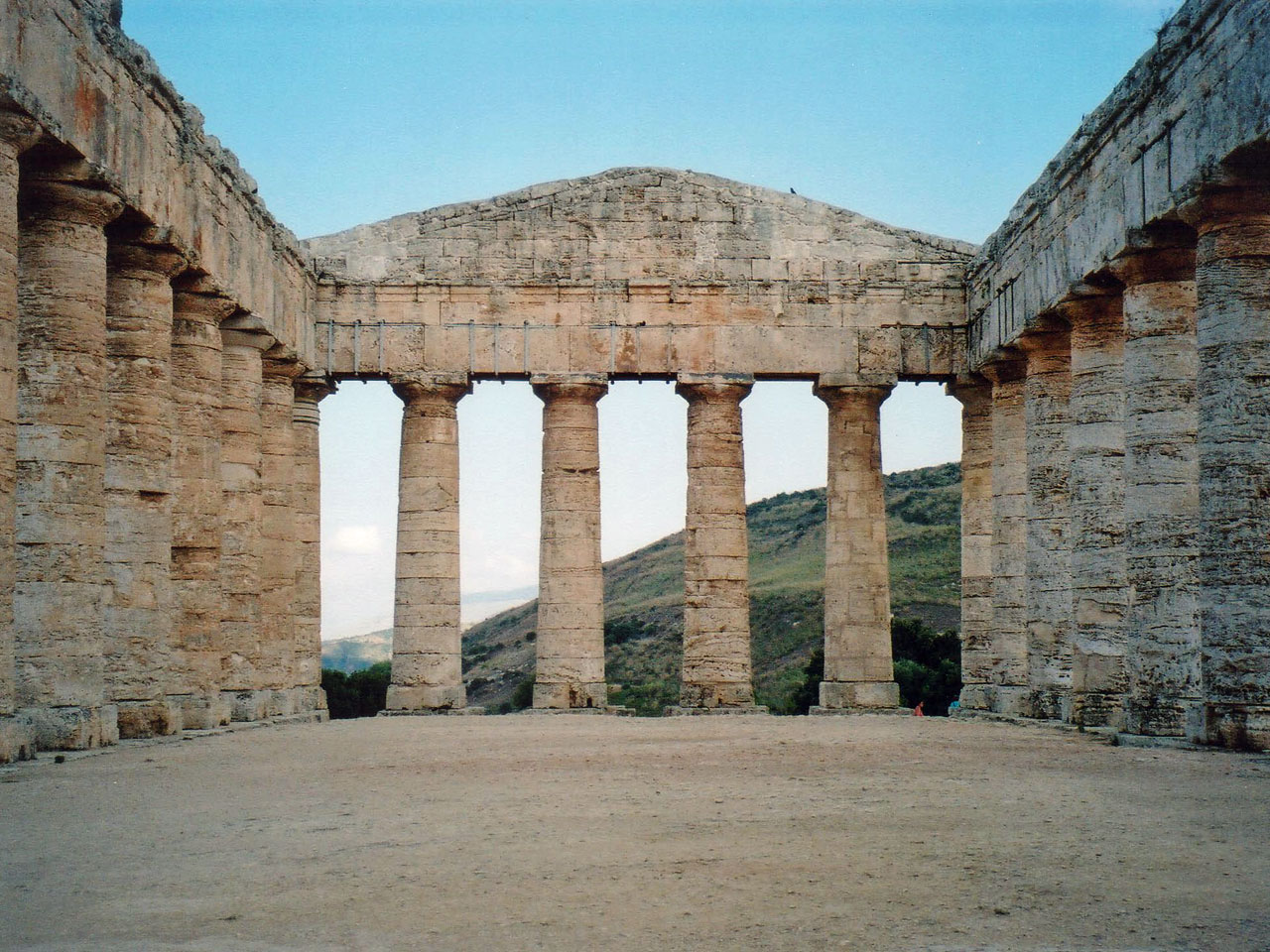
Restos del templo de Demeter, en Segesta.
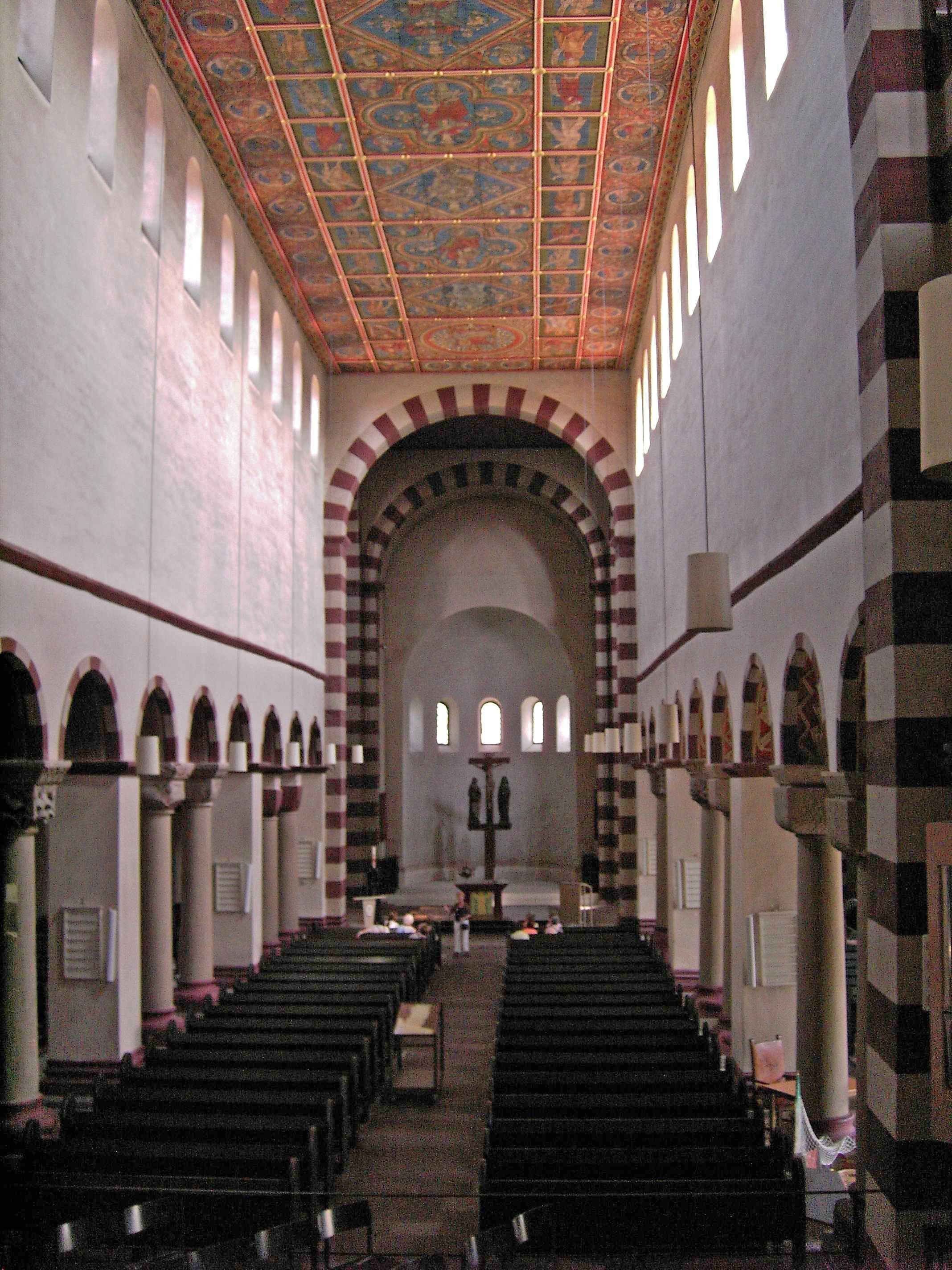
Iglesia de San Miguel de Hildesheim. Estructura de basílica romana.
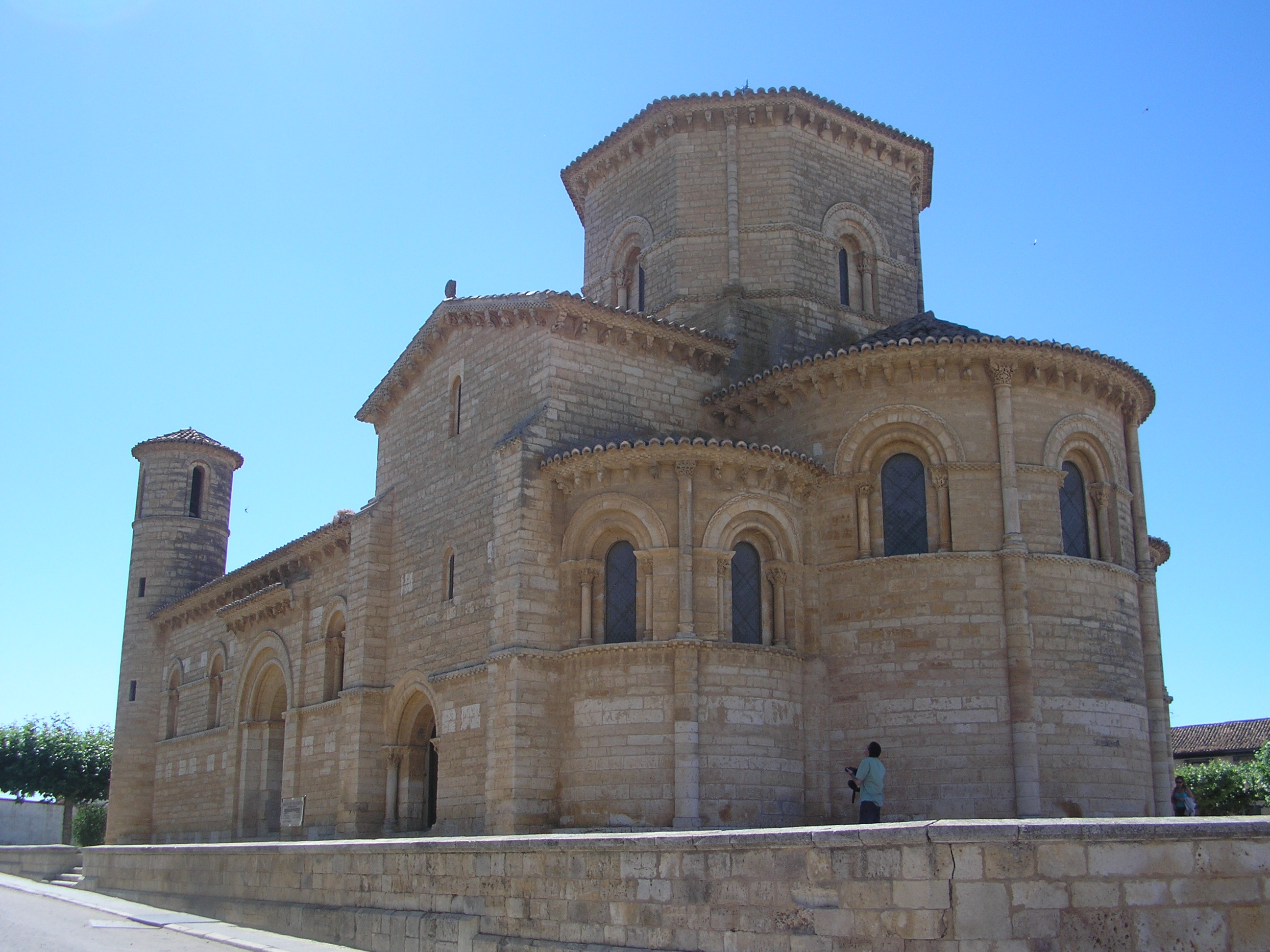
San Martín de Frómista (románico del Camino de Santiago). Ábsides y planta de cruz latina, horizontalidad y pocos vanos.

Esa oposición, entre la arquitectura como espacio o como volumen, puede apreciarse en lo distintos que son los edificios vistos y vividos desde fuera y vistos y vividos desde dentro: como por ejemplo, la diferencia entre el espacio interior y la contemplación exterior de las Pirámides de Egipto; los templos griegos como el Partenón (diseñados para el culto exterior, como la procesión de las Panateneas, y que acogen en su interior ante todo la imagen del dios y el tesoro); los templos cristianos (diseñados como asambleas -eclessia- de creyentes, para el culto en el interior, y con precedentes en las catacumbas y las basílicas romanas, con grandes diferencias, como las que existen entre una iglesia románica -muros gruesos, iluminación y altura limitadas- y una catedral gótica -predominio del vano, la altura y la luz-); el Palacio de Versalles o los edificios del Museo Guggenheim en Nueva York y Bilbao.

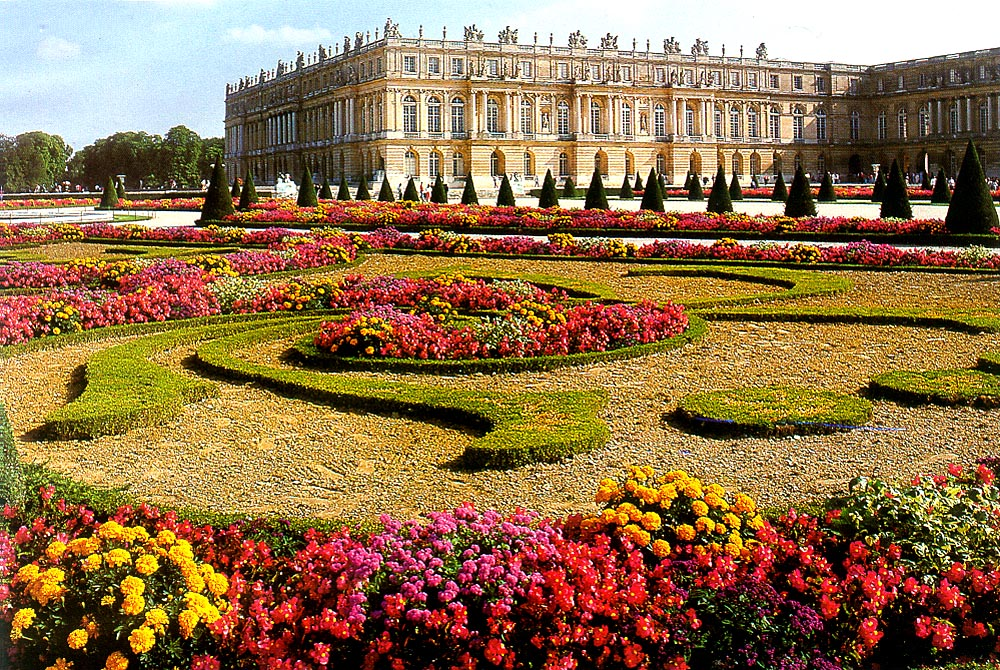
Exterior del Palacio de Versalles, con sus jardines.
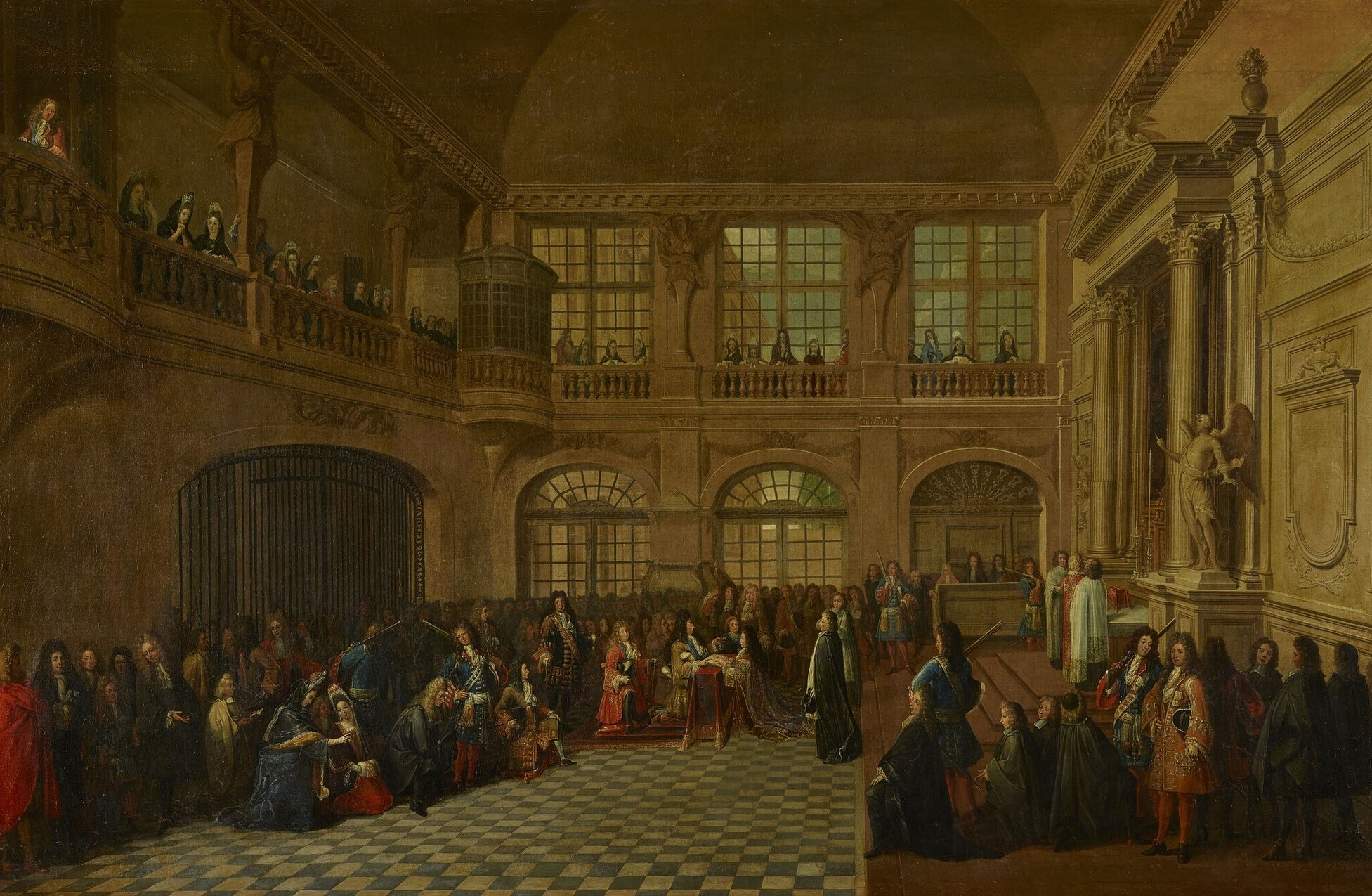
Interior del Palacio de Versalles, en una pintura de época.
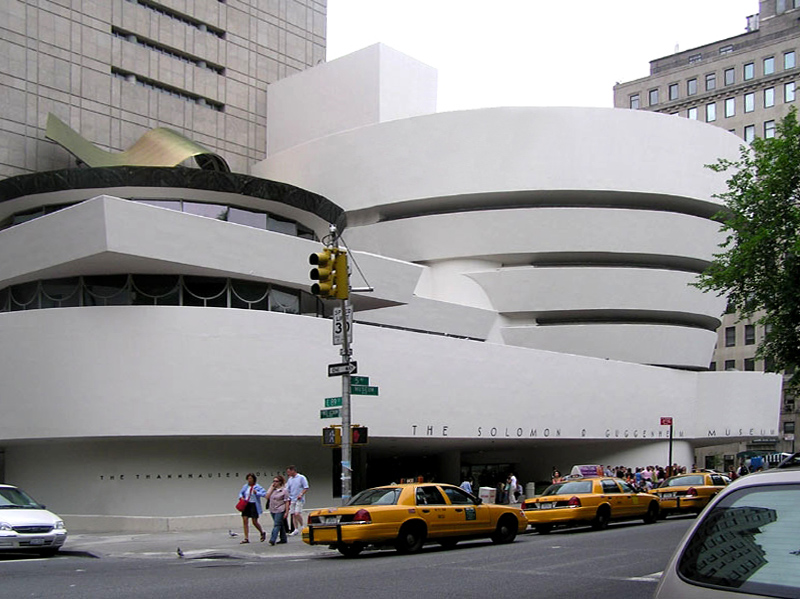
Exterior del museo Guggenheim de Nueva York.
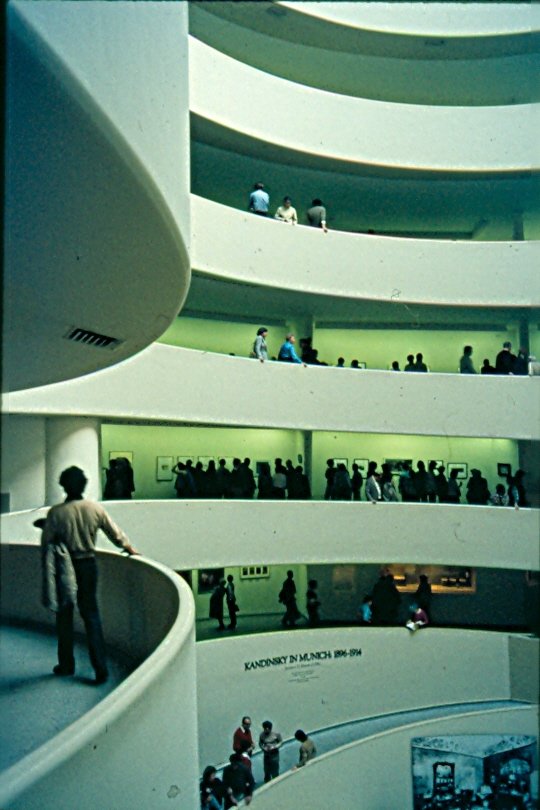
Interior del museo Guggenheim de Nueva York.

## Escalas en espacio y volumen

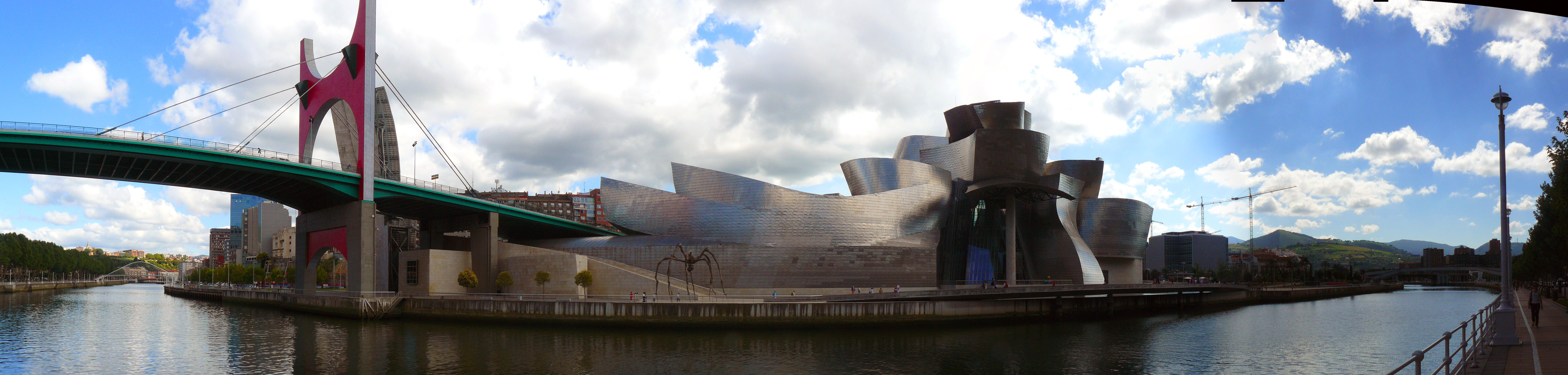
Museo Guggenheim de Bilbao, en su entorno urbanístico: la ría de Bilbao y sus puentes.

El volumen a escala menor que el empleado en arquitectura es objeto de otra de las artes plásticas: la escultura; mientras que el espacio a escala mayor que el utilizado en la arquitectura (espacio urbano) es objeto del urbanismo, que se sirve de las obras arquitectónicas, los demás elementos del paisaje urbano y los espacios que surgen entre ellos: (calles, plazas, etc.) como sus propios materiales.